# Desierto de las tierras bajas del Caspio
La ecorregión del desierto de las tierras bajas del Caspio (WWF ID: PA1308) cubre las costas norte y sureste del Mar Caspio, incluidos los deltas de los ríos Volga y Ural en la región norte. Si bien la región recibe cantidades relativamente bajas de precipitaciones (menos de 200 mm/año), la vida silvestre se sustenta gracias a los ricos estuarios de los ríos y al propio mar. Los humedales son un área de importancia internacional para la anidación de aves y el descanso migratorio. 
La ecorregión se encuentra situada en la ecozona paleártico y en el bioma de desiertos y matorrales xerófilo y ocupa un área de 103 200 millas cuadradas (267 300 km²).

## Localización
La ecorregión está aproximadamente integrada dentro de la depresión del Caspio, una región geológica hundida que desemboca en el Caspio, cuya superficie se encuentra 28 metros por debajo del nivel del mar. 
La sección norte abarca una superficie de casi 900 km de ancho y se extiende hasta 300 km tierra adentro a través de Rusia y Kazajistán. El sector a lo largo de la costa sureste del Caspio se encuentra principalmente en Turkmenistán. Las elevaciones en toda la ecorregión oscilan entre -28 y +100 metros. Las áreas secas alguna vez estuvieron bajo el agua, pero a medida que el mar ha retrocedido lentamente, estas áreas han revelado un paisaje de dunas de arena, crestas, domos de sal, salinas ('salar') y desiertos de arcilla ('takir').

## Clima
El clima característico de la ecorregión representado por el del delta del Volga, en la reserva natural de Astracán, donde tiene un  clima semiárido frío (clasificación climática de Köppen (BSk)). Este clima se caracteriza por una alta variación de temperatura, tanto diaria como estacional; con escasas precipitaciones. La precipitación media anual en las tierras bajas del Caspio es de 198 mm. La temperatura promedio en enero es de −4,5 °C (23,9 °F), y en julio es de 25,7 °C (78,3 °F).

## Flora y fauna

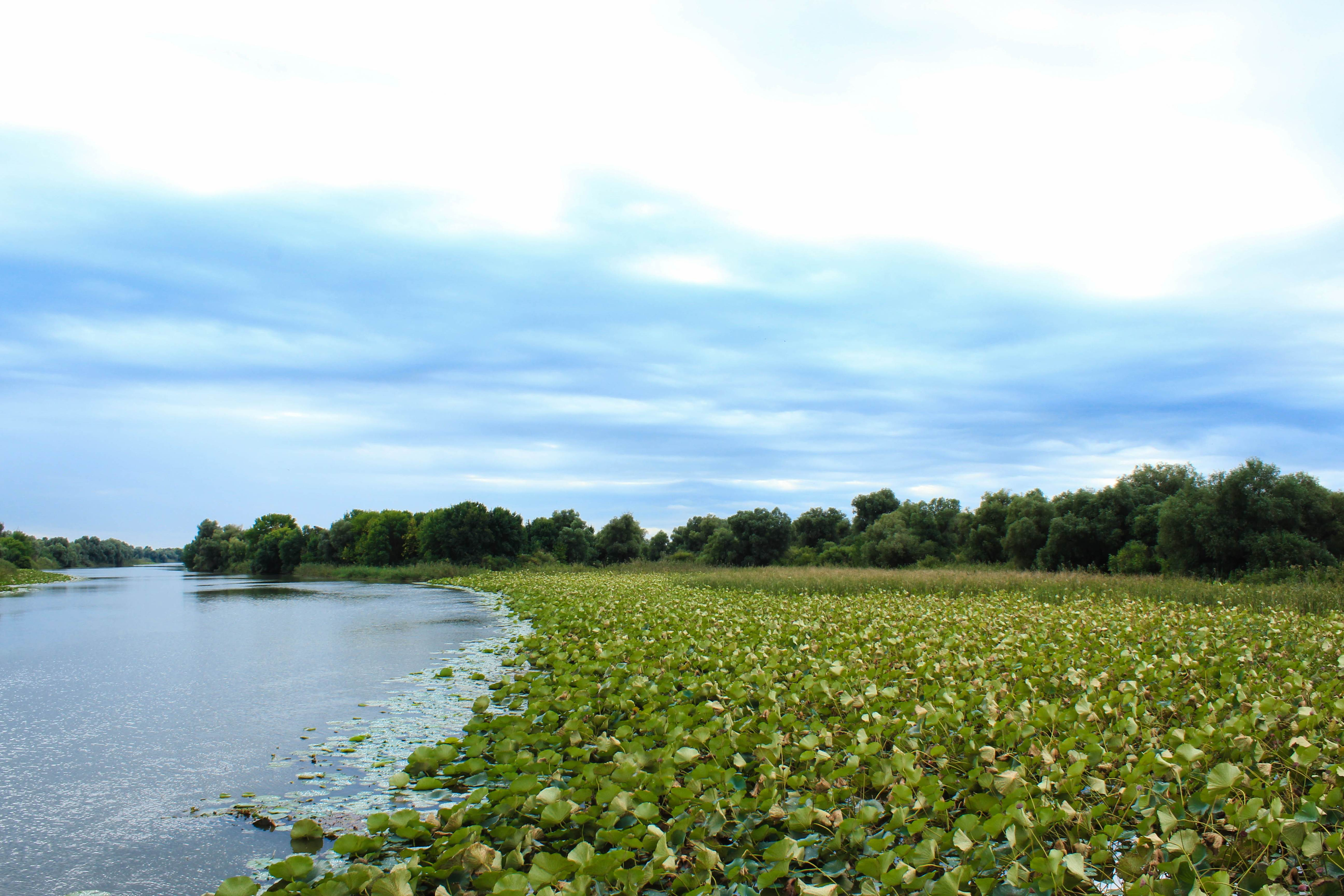
Humedales en la desembocadura del río Volga

En esta ecorregión se pueden encontrar comunidades florales tanto características de la estepas secas como de humedales costeros. La vegetación en la costa sureste de Turkmenistán es relativamente escasa, pero se destaca por albergar plantas halófitas arbustivas y semi-arbustivas especializadas ('plantas resistentes a la sal'). Los ejemplos incluyen artemisa (Artemisia) y tetyr (Salsola gemmascens). Este último es un arbusto que alcanza los 0,5 metros de altura.
La costa del Caspio es un área de anidación y migración de importancia internacional para gaviotas, charranes y otras aves acuáticas en las rutas migratorias entre Asia y Europa. Las aves que cruzan la zona dos veces al año se cuentan por decenas de millones. Más de 200 000 ejemplares de focha común (Fulica atra) pasan el invierno en la reserva de Hazar.

## Áreas protegidas
Un estudio de 2017 reveló que apenas 3838 km², o el 1 %, de la ecorregión se encuentra en áreas protegidas. El 38 % del área de la ecorregión está formado por un hábitat relativamente intacto.
Hay varias áreas protegidas a nivel nacional que se encuentran en esta ecorregión:
- Reserva natural de Astracán, protege tres secciones de las islas y marismas del delta del río Volga
- Reserva natural de Chórniye Zemli, protege los ecosistemas naturales esteparios y semidesérticos de la región de la «tierra negra» de las tierras bajas del Caspio.
- Reserva natural estatal de Hazar, una reserva ornitológica situada en la costa sureste del Mar Caspio, en Turkmenistán.
- Humedales de Alagol, Almagol y Ajigol, una reserva muy importante para la protección de muchas aves acuática, situada en la provincia de Golestán, al noreste de Irán.